# وزارة طه الهاشمي
وزارة طه الهاشمي هي الحكومة العراقية الثامنة والعشرون.
خلفت هذه الوزارة وزارة رشيد عالي الكيلاني الثالثة واستمرت للفترة من 1 شباط 1941 إلى 1 نيسان 1941 تشكلت بعدها حكومة الدفاع الوطني ثم وزارة رشيد عالي الكيلاني الرابعة.

## التشكيلة الوزارية
تكونت الوزارة من الوزراء أدناه:
- رئيس مجلس الوزراء: طه الهاشمي، وكذلك وزير الدفاع
- وزير الداخلية والعدلية: عمر نظمي
- وزير الخارجية: توفيق السويدي
- وزير المالية: علي ممتاز الدفتري، وكذلك وزير الأشغال والنقل
- وزير المعارف: صادق البصام
- وزير الاقتصاد: عبد المهدي المنتفكي
- وزير الشؤون الاجتماعية: حمدي الباجه جي